# Карлейль, Томас
То́мас Карле́йль (также Ка́рлайл, англ. Thomas Carlyle, 1795—1881) — британский писатель, публицист, историк и философ шотландского происхождения, автор многотомных сочинений «Французская революция» (1837), «Герои, почитание героев и героическое в истории» (1841), «История жизни Фридриха II Прусского» (1858-65). Исповедовал романтический «культ героев» — исключительных личностей вроде Наполеона, которые своими делами исполняют божественное предначертание и двигают человечество вперёд, возвышаясь над толпой ограниченных обывателей. Известен также как один из блестящих стилистов викторианской эпохи.
Критик политической экономии с исторической точки зрения.

## Биография
Родился в простой крестьянской семье; предназначаемый своими родителями — строгими кальвинистами к духовной карьере, в 14 лет поступил в Эдинбургский университет. Не желая быть священником, он по окончании курса в университете стал учителем математики в провинции, но скоро вернулся в Эдинбург. Здесь, живя на случайный литературный заработок, он некоторое время усиленно занимался правом, готовясь к адвокатской деятельности; но и это он быстро забросил, увлёкшись немецкой литературой.

## Творчество

### Сочинения о немецкой литературе
Перевод Гётевского «Вильгельма Мейстера» в 1824 г. и «Жизнь Шиллера» в 1825 г. были первыми крупными работами Карлейля. За ними последовали критические разборы и переводы из Жан-Поля.
«Пророческую скорбь, столь же глубокую, как Дантова», замаскированную в «солнечном и изысканном Гёте», Карлейль считал доступной лишь немногим смертным.
Прочитал курс лекций о немецкой литературе, в 1838 году — о европейской литературе, в 1839 году — на тему «Революция в современной Европе». Последний раз читал  курс в 1840 году. Это был единственный опубликованный и поэтому дошедший до нас курс, посвященный роли героя в истории.  Сам список героев: Данте, Шекспир, Лютер, Руссо, Наполеон, Кромвель и др. Эти лекции приносили некоторый доход Карлейлю, а после 1840 года он уже не нуждался в деньгах и его редко удавалось подвигнуть на выступление.

### Sartor Resartus
Философский роман «Sartor Resartus» был опубликован Карлейлем в 1833-1834 гг. по частям в журнале Fraser’s Magazine, но поначалу был воспринят критически и не принес автору желаемой известности. Первое полное издание романа вышло сначала в США в 1836 году, где пользовалось большой популярностью. Позднее, в 1838 году, на волне интереса к Карлейлю после выхода «История французской революции», появилось и английское издание.   Считается, что книга положила начало викторианскому романтизму.

### Книга о французской революции. Историко-философские взгляды
Такой же оригинальностью, как и эти произведения, отличается «История французской революции» («French Revolution, a history», 1837), едкий памфлет «Чартизм» (1839), лекции о героях и героическом в истории («On Hero worship», 1841) и историко-философское эссе «Прошлое и настоящее» (Past and present, 1843). В последнем, разбирая хронику английского монаха XII века Джоселина Бракелондского, он сравнивает современное ему общество со средневековым, делая вывод не в пользу первого. Карлейль утверждает, что естественные связи между людьми сменились отношениями в форме денежного договора, а современная формальная их свобода лишь усугубила ситуацию, поскольку полностью сняла ответственность за их положение с правящей элиты. Делая вывод о том, что справедливо управлять обществом способен лишь сильный лидер или гений.
Не подходя ни к одной из установившихся политических партий, Карлейль чувствовал себя одиноким и думал некоторое время об издании собственного журнала для проповеди своего «верующего радикализма». Все указанные произведения Карлейля проникнуты стремлением свести прогресс человечества к жизни отдельных выдающихся личностей-героев (согласно Карлейлю, всемирная история есть биография великих людей, смотри Теория великих людей), положить в основу цивилизации исключительно нравственный долг; его политическая программа ограничивается проповедью труда, нравственного чувства и веры. Утрированная оценка героического в истории и недоверие к силе учреждений и знания привели его к формальному культу прошедших времен, более благоприятных для героических людей. Взгляды его ярче, чем где-либо, сказались в двенадцати «Памфлетах последних дней» («Latter-day pamphlets», 1858); здесь он смеется над эмансипацией негров, над демократией, филантропией, политико-экономическими учениями и пр. Не только прежние враги после этих памфлетов негодовали на Карлейля, но и многие поклонники перестали его понимать.

### Другие исторические сочинения
На протяжении 1840-х годов взгляды Карлейля менялись в сторону консерватизма. Постепенно в работах Карлейля критика капитализма звучала всё глуше, а его высказывания, направленные против выступлений народных масс, — всё резче. В книге «Прежде и теперь» он рисовал идиллические картины средневекового общества, где якобы царили простые благородные нравы, добрый монарх обеспечивал благополучие и свободу подданных, а церковь пеклась о высоких моральных ценностях. Это была романтическая утопия, сближавшая Карлейля с феодальными социалистами.
Из всех сочинений Карлейля наибольшее историческое значение имеет «Letters and Speeches of Oliver Cromwell» (1845-46), с комментариями; последние далеко не беспристрастны к «герою» Кромвелю. Карлейль по-новому показал роль Кромвеля в истории страны, в частности, его заслуги в возвышении морского могущества Англии и в усилении её международного престижа. Работа носила для своего времени новаторский характер. Английские историки до того времени игнорировали этого деятеля, видя в нём только «цареубийцу» и «тирана». Карлейль сделал попытку вскрыть подлинные мотивы и значение государственной деятельности Кромвеля. Он пытался понять и характер самой революции, но исходил из того, что Английская революция, в отличие от Французской, носила религиозный характер и не имела «земных целей».
Самое обширное сочинение Карлейля — «History of Friedrich II of Prussia, Called Frederick the Great II» (1858-65), заставившее его предпринять путешествие в Германию. При многих блестящих качествах оно страдает большою растянутостью. Карлейль воспевает этого «короля-героя» и восхищается порядками крепостнической Пруссии.
В 1841 году, будучи недовольным политикой библиотеки Британского музея, стал инициатором создания Лондонской библиотеки.
В 1847 году появились его «Исторические и критические опыты» (сборник журнальных статей), в 1851 году — биография его друга юности, поэта Стерлинга. С 1868 до 1870 года Карлейль был занят изданием полного собрания своих сочинений («Library edition», в 34 томах). За этим изданием последовало на следующий год дешёвое издание «People’s edition», которое много раз было повторено. Далее он напечатал ряд очерков под заглавием «Первые норвежские короли» (1875).
В 1866 году Карлейлю предложили почётное место ректора Эдинбургского университета. Кроме этого места, он никогда не занимал никакой должности, всю жизнь оставаясь только писателем. Во время франко-прусской войны он стал на сторону Пруссии и горячо и искренне отстаивал её дело в своих письмах в «Times», изданных и отдельно (1871).
Томас Карлейль умер в 1881 году.

### Карлейль инацизм
Карлейль был одним из тех, кто вернулся к идее выдающейся роли личностей, «героев» в истории. Одно из самых известных его произведений, оказавших очень сильное влияние на современников и потомков, так и называлось — «Герои и героическое в истории» (1840, рус. пер. 1891; см. также: Карлейль 1994). Согласно Карлейлю, всемирная история есть биография великих людей. Карлейль и сосредоточивается в своих работах на тех или иных личностях и их роли, проповедует высокие цели и чувства, пишет целый ряд блестящих биографий. О массах он говорит гораздо меньше. По его мнению, массы нередко только орудие в руках великих личностей. По Карлейлю, существует своего рода исторический круг, или цикл. Когда героическое начало в обществе ослабевает, тогда наружу могут вырваться скрытые разрушительные силы массы (в революциях и восстаниях), и они действуют, пока общество вновь не обнаружит в себе «истинных героев», вождей (таких как Кромвель или Наполеон).
Подобный героический подход, несомненно, привлекал внимание к роли личностей, ставил (однако не решил) задачу раскрытия причин колебаний этой роли в истории. Но он имел слишком очевидные изъяны (помимо несистематического изложения): рассматривались только «герои», общество жестко делилось на вождей и массу, причины революций сводились к социальным чувствам и т. п.
Взгляды Карлейля в чём-то предвосхитили воззрения Ницше с его культом сверхчеловека, а через него — Гитлера и других фашистских идеологов. Так, профессор Шарль Саролеа в своей статье 1938 года «Был ли Карлейль первым нацистом?», пытается ответить на этот вопрос утвердительно в журнале «Anglo-German Review»:

Нацизм — не немецкое изобретение, изначально он возник за границей и пришёл к нам именно оттуда… Философия нацизма, теория диктатуры были сформулированы сто лет назад величайшим шотландцем своего времени — Карлейлем, самым почитаемым из политических пророков. Впоследствии его идеи были развиты Хьюстоном Стюартом Чемберленом. Нет ни одной основной доктрины… нацизма, на которых основана нацистская религия, которой не было бы… у Карлейля, или у Чемберлена. И Карлейль и Чемберлен… являются поистине духовными отцами нацистской религии… Как и Гитлер, Карлейль никогда не изменял своей ненависти, своему презрению к парламентской системе… Как и Гитлер, Карлейль всегда верил в спасительную добродетель диктатуры.

Бертран Рассел в своей книге «История Западной философии» (1946) утверждал: «Следующий шаг после Карлейля и Ницше — Гитлер».
Известный историк Мануэль Саркисянц в своей книге «Английские корни немецкого фашизма» посвятил вопросу о влиянии Карлейля на развитие нацистских идей отдельную главу.

### Цитаты
- Тяготы способны перенести сотни людей, благополучие — лишь единицы.
- Всякая королевская корона всегда была и будет терновым венцом.
- Всякую революцию задумывают романтики, осуществляют фанатики, а пользуются её плодами отпетые негодяи.
- Блажен тот, кто нашел свое дело; пусть он не ищет другого блаженства. У него есть дело и цель жизни.
- Земля — общая нам мать.

Она кормит нас, дает нам приют, радует и любовно обогревает нас.
С минуты рождения и пока мы не успокоимся вечным сном на её материнской груди, она постоянно своими нежными объятиями лелеет нас.
И вот, несмотря на это, люди толкуют об её продаже.
Действительно, в наш продажный век земля представляется на рынок для оценки и для так называемой продажи.
Но продажа земли, созданной небесным творцом, является дикой нелепостью.
Земля может принадлежать только всемогущему Богу и всем сынам человеческим, работающим на ней, или тем, кто будет на ней работать.
Она представляет собственность не одного какого-либо поколения, но всех прошлых, настоящих и будущих поколений, работающих на ней.

## Русские переводы
- Томас Карлейль. Sartor Resartus. Жизнь и мысли герр Тейфельсдрека / Пер. Н. Горбова. — М., 1902. — 356 с. 2-е изд.: М.: Типо-лит. т-ва И. Н. Кушнерев и К°, 1904
- Карлейль Т. Теперь и прежде / Пер. с англ. и предисл. Н. Горбова. — М.: Типо-лит. т-ва И. Н. Кушнерев и К°, 1906. — xxii, [2], 450 с.
- Карлейль Т. Французская революция. История / Пер. с англ. Ю. В. Дубровина и Е. А. Мельниковой. — М.: Мысль, 1991. — 575 с.: ил. — ISBN 5-244-00420-4.
- Карлейль Т. Теперь и прежде / Сост., подг. текста и прим. Р. К. Медведевой. — М.: Республика, 1994. — 415 с. — (Библиотека этической мысли). — ISBN 5-250-02425-4.